# Longtown (Missouri)
Longtown és una població dels Estats Units a l'estat de Missouri. Segons el cens del 2000 tenia 76 habitants.

## Demografia
Segons el cens del 2000, Longtown tenia 76 habitants, 31 habitatges, i 23 famílies. La densitat de població era de 225,7 habitants per km².
Dels 31 habitatges en un 22,6% hi vivien nens de menys de 18 anys, en un 71% hi vivien parelles casades, en un 3,2% dones solteres, i en un 22,6% no eren unitats familiars. En el 12,9% dels habitatges hi vivien persones soles el 3,2% de les quals corresponia a persones de 65 anys o més que vivien soles. El nombre mitjà de persones vivint en cada habitatge era de 2,45 i el nombre mitjà de persones que vivien en cada família era de 2,71.
Per edats la població es repartia de la següent manera: un 18,4% tenia menys de 18 anys, un 6,6% entre 18 i 24, un 36,8% entre 25 i 44, un 23,7% de 45 a 60 i un 14,5% 65 anys o més.
L'edat mediana era de 39 anys. Per cada 100 dones de 18 o més anys hi havia 113,8 homes.
La renda mediana per habitatge era de 55.000 $ i la renda mediana per família de 55.000 $. Els homes tenien una renda mediana de 31.094 $ mentre que les dones 20.750 $. La renda per capita de la població era de 22.724 $. Entorn del 14,3% de les famílies i el 7,9% de la població estaven per davall del llindar de pobresa.

## Poblacions més properes
El següent diagrama mostra les poblacions més properes.